# Luis Guzmán Gonzales
Luis Guzmán Gonzales (Lima, 2 de septiembre de 1918-Lima, 19 de enero de 1989), apodado como Caricho, fue un futbolista peruano que jugaba como extremo izquierdo en las décadas de 1930 y 1940. Se destacó en Deportivo Municipal, Alianza Lima y en la selección peruana. Sus padres fueron Manuel Guzmán y Rosa Gonzales.

## Trayectoria
Luis Guzmán Gonzales inicialmente fue jugador del Alianza Lima.
Es uno de los ídolos máximos del cuadro edil formando el recordado trío llamado los Tres Gatitos con «Tito» Drago y «Vides» Mosquera. 
En 1948 participa con el Deportivo Municipal en el Campeonato Sudamericano de Campeones realizado en Chile. El equipo, a pesar de perder los primeros tres encuentros ante las potencias continentales (Vasco da Gama, River Plate y Nacional), se dio el gusto de vencer con autoridad a Colo-Colo, Emelec y Litoral, de Bolivia, alcanzando el cuarto puesto.  
Falleció el 19 de enero de 1989 a los 70 años en su casa ubicada en el distrito limeño de Breña.

## Selección nacional
Caricho fue seleccionado nacional, participando en la Copa América de 1947.

### Participaciones en Copa América
| Copa América                 | Sede    | Resultado |
| ---------------------------- | ------- | --------- |
| Campeonato Sudamericano 1947 | Ecuador | Quinto    |

## Clubes

### Como jugador
| Club                   | País     | Año       |
| ---------------------- | -------- | --------- |
| Alianza Lima           | Perú     | 1934      |
| Atlético Córdova       | Perú     | 1935-1936 |
| Deportivo Municipal    | Perú     | 1937-1948 |
| Universidad de Chile   | Chile    | 1949      |
| Independiente Medellín | Colombia | 1950      |
| Alianza Lima           | Perú     | 1951      |
| Atlético Español       | México   | 1952-1953 |

### Como entrenador
| Club                | País | Año       |
| ------------------- | ---- | --------- |
| Alianza Lima        | Perú | 1953      |
| Porvenir Miraflores | Perú | 1964-1965 |
| Deportivo Municipal | Perú | 1966      |

## Estadísticas

### Clubes
| Deportivo Municipal · Perú |               |               |     |    |    |    |   |     |     |    |      |      |
| 1.ª | 1937          | 7             | 0   | -  | -  | -  | - | 7   | 0   | -  | 0    |      |
| 1.ª | 1938          | 8             | 2   | -  | -  | -  | - | 8   | 2   | -  | 0    |      |
| 1.ª | 1939          | 13            | 1   | -  | -  | -  | - | 13  | 1   | -  | 0,07 |      |
| 1.ª | 1940          | 14            | 2   | -  | -  | -  | - | 14  | 2   | -  | 0,14 |      |
| 1.ª | 1941          | 14            | 10  | -  | -  | -  | - | 14  | 10  | -  | 0,71 |      |
| 1.ª | 1942          | 5             | 1   | -  | 0  | 0  | - | 5   | 1   | -  | 0,2  |      |
| 1.ª | 1943          | 12            | 2   | -  | -  | -  | - | 12  | 2   | -  | 0,16 |      |
| 1.ª | 1944          | 11            | 4   | -  | -  | -  | - | 11  | 4   | -  | 0,44 |      |
| 1.ª | 1945          | 14            | 7   | -  | 4  | 0  | - | 18  | 7   | -  | 0,38 |      |
| 1.ª | 1946          | 18            | 10  | -  | 2  | 0  | - | 20  | 10  | -  | 0,5  |      |
| 1.ª | 1947          | 19            | 6   | -  | 5  | 0  | - | 24  | 7   | -  | 0,29 |      |
| 1.ª | 1948          | 21            | 8   | -  | 4  | 1  | - | 25  | 8   | -  | 0,32 |      |
| Total club | Total club    | 156           | 50  | -  | 15 | 1  | - | 171 | 50  | -  | 0,30 |      |
| Universidad de Chile · Chile |               |               |     |    |    |    |   |     |     |    |      |      |
| 1.ª | 1949          | 13            | 4   | -  | 6  | 2  | - | 19  | 6   | -  | 0,36 |      |
| Total club | Total club    | 13            | 4   | -  | 6  | 2  | - | 19  | 6   | -  | 0,36 |      |
| Independiente Medellín · Colombia |               |               |     |    |    |    |   |     |     |    |      |      |
| 1.ª | 1950          | 12            | 3   | -  | -  | -  |   | 12  | 3   | -  | 0,2  |      |
| Total club | Total club    | 12            | 3   | -  | -  | -  | - | 12  | 3   | -  | 0,2  |      |
| Alianza Lima · Perú |               |               |     |    |    |    |   |     |     |    |      |      |
| 1.ª | 1951          | 13            | 1   | -  | 2  | 0  |   | 15  | 1   | -  | 0,1  |      |
| Total club | Total club    | 13            | 1   | -  | 2  | 0  | - | 15  | 1   | -  | 0,1  |      |
| Atlético Español · México |               |               |     |    |    |    |   |     |     |    |      |      |
| 1.ª | 1952-53       | 0             | 0   | -  | -  | -  | - | 0   | 0   | -  | 0    |      |
| Total club | Total club    | 0             | 0   | -  | -  | -  | - | 0   | 0   | -  | 0    |      |
| Total carrera | Total carrera | Total carrera | 194 | 58 | -  | 23 | 3 | -   | 217 | 61 | -    | 0,29 |
| (1) Incluye datos del Campeonato de Apertura del Perú (1942 y 1945-1948) y del Campeonato Sudamericano de Campeones (1948). (2) No incluye goles en partidos amistosos. |               |               |     |    |    |    |   |     |     |    |      |      |

## Palmarés

### Campeonatos nacionales
| Título                    | Club                | País | Año  |
| ------------------------- | ------------------- | ---- | ---- |
| Primera división del Perú | Deportivo Municipal | Perú | 1943 |
| Primera división del Perú | Alianza Lima        | Perú | 1952 |